# Barbula pachyloma
Barbula pachyloma är en bladmossart som beskrevs av Brotherus 1893. Barbula pachyloma ingår i släktet neonmossor, och familjen Pottiaceae. Inga underarter finns listade i Catalogue of Life.